# Dayasmnoré (Toécé)
Pour les articles homonymes, voir Dayasmnoré.
Dayasmnoré est une commune rurale située dans le département de Toécé de la province du Bazèga dans la région du Centre-Sud au Burkina Faso.

## Géographie
Dayasmnoré est situé à 8 km au Sud-Ouest de Toécé et à 4 km au Sud de Nagnesna.

## Santé et éducation
Le centre de soins le plus proche de Dayasmnoré est le centre de santé et de promotion sociale (CSPS) de Nagnesna.